# 36 (число)
36 (тридцать шесть) — натуральное число, расположенное между числами 35 и 37.

## В математике
- Квадрат числа 6
- Число 1036 называется ундециллион.
- Сумма кубов первых трёх натуральных чисел.
- 8-е треугольное число — сумма первых восьми натуральных чисел.
- 36 градусов — внешний угол правильного десятиугольника
- 236 = 68 719 476 736
- Наименьшее нетривиальное число, являющееся одновременно треугольным и квадратным.
- Если к числу 36 прибавить сумму его цифр, получится сумма квадратов его цифр. Остальные три числа с данным свойством: 0, 2 и 86.

## В науке
- Атомный номер криптона
- Звезда 36 Рака
- Астероид (36) Аталанта

## В других областях
- FMA I.Ae. 36 Cóndor — проект аргентинского турбореактивного пассажирского самолёта
- 36 год, 36 год до н. э., 1936 год
- ASCII-код символа «$»
- 36 — Код субъекта Российской Федерации и код ГИБДД-ГАИ Воронежской области
- в укороченной колоде 36 карт
- японский художник Хокусай написал цикл пейзажных гравюр «36 видов горы Фудзи», цикл под таким же названием есть и у Хиросигэ.
- 36 градусов — температура тела здорового человека
- песня группы System of a Down
- у фортепиано 36 чёрных клавиш
- 36 — число букв в изначальном армянском алфавите
- 36 — число букв в дореформенном русском алфавите
- 36 — название великобританского эмбиент проекта Денниса Хадлестона (Dennis Huddleston)
- 36 — число клеток в доске для горо-горо сёги
- 0-36  числа по кругу рулетки в казино
- Тридцать шесть стратагем — древнекитайский военный трактат
- Тридцать шесть драматических ситуаций — концепция и одноименная книга французского театроведа Жоржа Польти (1895), посвящённая доказательству того, что все драматические произведения основываются на какой-либо из тридцати шести сюжетных коллизий.

## Интересный факт
- Сумма всех целых чисел от 1 до 36 равна 666 — Число зверя

## Религия
- В 2023 году Игорем Демчуком была создана "Великая религия 36"! Суть религии, в том, что надо почитать число "36"! Почему именно это число? Остаётся неизвестно, но наверное это связно с принятием Конституцией СССР 1936 года! Религия не даёт для человека никаких обязательств, кроме одной почитание 36!